# Kirvesluoto (ö i Södra Savolax, S:t Michel)
Kirvesluoto är en ö i Finland. Den ligger i sjön Pyhävesi och i kommunen Mäntyharju i den ekonomiska regionen  S:t Michel och landskapet Södra Savolax, i den södra delen av landet, 170 km nordost om huvudstaden Helsingfors. Öns största längd är 10 meter i öst-västlig riktning.

## Klimat
Trakten ingår i den boreala klimatzonen. Årsmedeltemperaturen i trakten är 1 °C. Den varmaste månaden är juli, då medeltemperaturen är 16 °C, och den kallaste är januari, med −14 °C.